# كريستيان دو بورتسامبارك

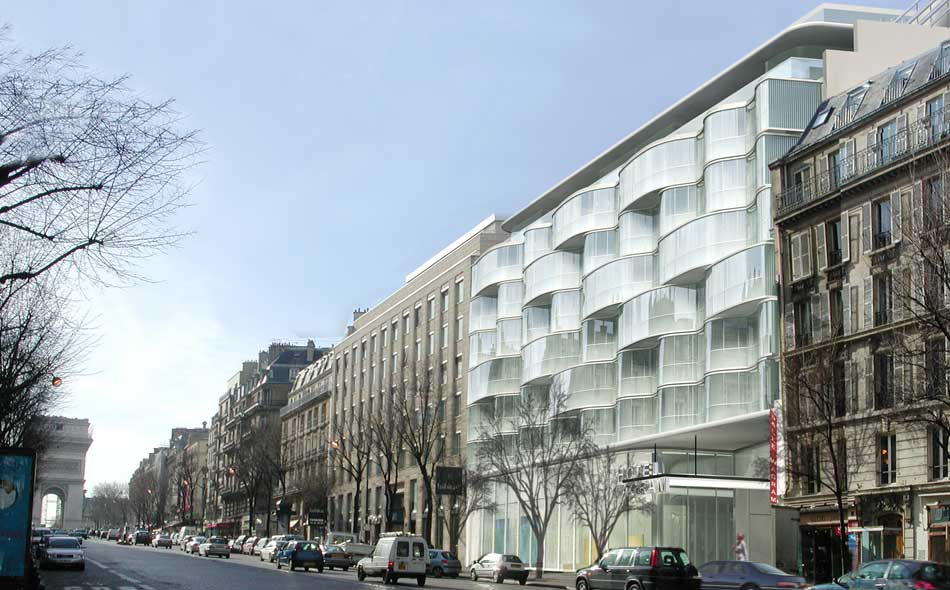

كريستيان دو بورتسامبارك (بالفرنسية: Christian de Portzamparc)‏ هو أحد أشهر المعماريين المعاصرين، من مواليد فرنسا عام 1944.

## روابط خارجية
- كريستيان دو بورتسامبارك على موقع الموسوعة البريطانية (الإنجليزية)
- كريستيان دو بورتسامبارك على موقع مونزينجر (الألمانية)